# Szczurojeż
Szczurojeż (Podogymnura) – rodzaj ssaków z podrodziny gołyszków (Galericinae) w obrębie rodziny jeżowatych (Erinaceidae).

## Zasięg występowania
Rodzaj obejmuje gatunki występujące endemicznie Filipinach.

## Morfologia
Długość ciała (bez ogona) 190–220 mm, długość ogona 40–73 mm, długość ucha 19–26 mm, długość tylnej stopy 29–42 mm; masa ciała 52–82 g (samice w ciąży 60–84 g).

## Systematyka
Rodzaj zdefiniował w 1905 roku amerykański ornitolog Edgar Alexander Mearns na łamach Proceedings of the United States National Museum. Na gatunek typowy Mearns wyznaczył (oryginalne oznaczenie) szczurojeża filipińskiego (P. truei).

### Etymologia
Podogymnura: gr. πους pous, ποδος podos ‘stopa’; γυμνος gumnos ‘goły, nagi’; ουρα oura ‘ogon’.

### Podział systematyczny
Do rodzaju należą następujące gatunki:
- Podogymnura aureospinula Heaney & Morgan, 1982 – szczurojeż złotokolcy
- Podogymnura truei Mearns, 1905 – szczurojeż filipiński
- Podogymnura minima Sanborn, 1953
- Podogymnura intermedia Balete, Heaney, Rickart, Quidlat, Rowsey & L.E. Olson, 2023